# Emily Harrington
 (mai 2012).
Sa qualité peut être largement améliorée en utilisant un vocabulaire plus directement compréhensible.
Pour les articles homonymes, voir Harrington.
Emily Harrington, née le 17 août 1986 à Boulder (Colorado), est une grimpeuse américaine, pratiquant conjointement le contorsionisme.
Elle fait partie des  quelques femmes  à avoir réalisé une voie de 8c, en enchaînant Burning Down the House à Jamestown, Jailhouse.

## Biographie
(mai 2012).
À 10 ans, elle s'inscrit au club de Boulder Rock.

À 12 ans, elle commence la compétition.

À 16 ans, elle s'oriente vers les falaises.et est médaillée d'argent  au championnat du monde cadette.

Elle a gravi le Flatiron Building (en solo).

À 19 ans, elle est médaillée d'argent  au championnat du monde.

À 20 ans, elle remporte la compétition internationale de Serre Chevalier.

À 21 ans, elle est diplômée en droit international.

## Sescroixen falaise[article 4]
| Date       | Voie                   | Site                 | Roche      | Pays       | France | États-Unis  | UIAA | Note |
| ---------- | ---------------------- | -------------------- | ---------- | ---------- | ------ | ----------- | ---- | ---- |
|            | Geminis                | Rodellar             | Calcaire   | Espagne    | 8b+/8c | 5.14a/5.14b | X    |      |
| 27/01/2007 | Burning Down the House | Jamestown, Jailhouse | Calcaire ? | États-Unis | 8c     | 5.14b       | X+   |      |
| 20/08/2010 | Roadside Prophet       | Rifle, Bauhaus       | Calcaire   | États-Unis | 8b+    | 5.14a       | X    |      |
| 23/09/2010 | Living the Dream       | Rifle, Project Wall  | Calcaire   | États-Unis | 8b+    | 5.14a       | X    |      |

## Compétitions

### Championnat du monde
D'abord médaillée d'argent  en catégorie junior, Emily assoie sa performance cinq ans plus tard aux Championnats du monde d'escalade 2005 .
| Date       | Final | Catégorie | Année | Organisateur | Pays      | Lieu      | Note |
| ---------- | ----- | --------- | ----- | ------------ | --------- | --------- | ---- |
| 01/07/2005 | 02    |           | 2005  | UIAA         | Allemagne | Munich    |      |
| 01/09/2000 | 02    | junior    | 2000  | UIAA         | Pays-Bas  | Amsterdam |      |

### Championnat nord-américain
| Date       | Final | Catégorie       | Année | Organisateur | Pays       | Lieu     | Note        |
| ---------- | ----- | --------------- | ----- | ------------ | ---------- | -------- | ----------- |
| 24/11/2004 | 01    | Toute catégorie | 2004  |              | Mexique    | Mexico   |             |
| 24/11/2006 | 01    |                 | 2006  |              | États-Unis | Denver   |             |
| 04/12/2008 | 03    |                 | 2008  |              | Canada     | Montréal | [ vidéo 2 ] |
| 02/02/2001 | 03    | Cadette         | 2001  |              | États-Unis | Berkeley |             |
| xx/02/2009 |       |                 | 2009  |              | États-Unis |          | [ vidéo 3 ] |

### Coupe d'Europe
| Date       | Place | Final | Catégorie | Année | Organisateur | Pays   | Lieu | Note |
| ---------- | ----- | ----- | --------- | ----- | ------------ | ------ | ---- | ---- |
| 30/06/2001 | 09    | 28    | cadette   | 2001  |              | Italie | Arco |      |

### Coupe du monde
| Date       | Place | Final | Catégorie | Année | Organisateur | Pays   | Lieu   | Note |
| ---------- | ----- | ----- | --------- | ----- | ------------ | ------ | ------ | ---- |
| 15/06/2007 | 03    | 12    |           | 2007  | IFSC         | Suisse | Zurich |      |

### Autres compétitions internationales
| Date       | Final | Catégorie | Année | Organisateur | Pays   | Lieu            | Note |
| ---------- | ----- | --------- | ----- | ------------ | ------ | --------------- | ---- |
| 21/07/2006 | 01    | Masters   | 2006  | UIAA         | France | Serre Chevalier |      |